# Salinas Natural Monument
Das Salinas Natural Monument liegt in der Provinz Nueva Vizcaya auf der Insel Luzon in den Philippinen. Das Naturschutzgebiet wurde am 23. April 2000 auf einer Fläche von 6.675 Hektar auf dem Gebiet der Großraumgemeinden Bambang, Kayapa, Aritao etabliert. Das Naturschutzgebiet liegt im Südwesten der Cordillera Central. 
Das Naturschutzgebiet dient dem Schutz der zahlreichen Höhlensysteme, die in dem Gebiet liegen.      